# Bo Jonsson (producent)
Bo Helge "Bosse" Jonsson, född 15 december 1938 i Bromma, död 13 november 2018 i Gustav Vasa distrikt i Stockholm, var en svensk filmproducent och manusförfattare. Han var 1970–1972 vd för Svenska filminstitutet och var känd för sitt filmsamarbete med Lasse Åberg och sitt manussamarbete med Hrafn Gunnlaugsson.

## Filmografi
- 1976 – Polare (producent)
- 1977 – Jack (producent)
- 1978 – Lyftet (producent)
- 1979 – Repmånad eller Hur man gör pojkar av män (manus och producent)
- 1980 – Sällskapsresan (manus och producent)
- 1981 – Montenegro eller Pärlor och svin (producent)
- 1983 – Kalabaliken i Bender (producent)
- 1984 – Korpen flyger (manus)
- 1985 – Sällskapsresan II – Snowroller (manus och producent)
- 1986 – Demoner (producent)
- 1986 – Den frusna leoparden (producent)
- 1988 – SOS – en segelsällskapsresa (manus och producent)
- 1991 – Den ofrivillige golfaren (manus och producent)
- 1993 – Pojkdrömmar (manus)
- 1999 – Mörkrets furste (manus)
- 1999 – Hälsoresan – En smal film av stor vikt (manus och producent)
- 2011 – The Stig-Helmer Story (producent)